# 芝山街道 (漳州市)
芝山街道，原为芝山镇，是中华人民共和国福建省漳州市芗城区下辖的一个乡镇级行政单位。2021年5月24日，撤镇设街道。

## 行政区划
芝山街道下辖以下地区：
金瑞社区、康山村、渡头村、上坂村、金峰村、西院村、林内村、前山村、谢溪头村、甘棠村、上墩村、下碑村和金峰工业区社区。